# 2010年亚洲残疾人运动会约旦代表团
2010年亚洲残疾人运动会约旦代表团共派出23名运动员参赛，其中男运动员18名，女运动员5名。
奖牌榜：
| 名次 | 代表团 | 金牌 | 银牌 | 铜牌 | 总数 |
| ---- | ------ | ---- | ---- | ---- | ---- |
| 12   | 约旦   | 3    | 0    | 2    | 5    |

## 奖牌获得者

### 金牌
1. 奥马尔·卡拉达：举重 - 男子48公斤级
2. 穆罕默德·亚辛：田径 - 男子铁饼 - F51/52/53
3. 贾米勒·谢卜利：田径 - 男子铅球 - F57/58

### 铜牌
1. 莎露·哈贾杰：举重 - 女子75公斤级
2. 苏希卜·穆赖西：田径 - 男子200米 - T12